# Lineage (manhwa)
Pour les articles homonymes, voir Lineage.
Lineage (리니지) est un sunjeong manhwa de Shin Eel-suk et Park Jin-ryong, publié en 1993 aux éditions Daiwon en Corée du Sud, et en français aux éditions Saphira. Il a inspiré les jeux Lineage et Lineage II.

## Résumé
Le récit narre les aventures de Déforauge, prince héritier en exil, pour récupérer son trône occupé par un cruel tyran.